# Unicaja
Unicaja (Monte de Piedad y Caja de Ahorros de Ronda, Cádiz, Almería, Málaga, Antequera y Jaén) és una caixa d'estalvis andalusa amb seu a Màlaga.

## Història
Unicaja va ser creada el 18 de març de 1991 arran de la fusió de Caja de Ahorros y Monte de Piedad de Cádiz, Monte de Piedad y Caja de Ahorros de Almería, Caja de Ahorros y Préstamos de Antequera, Monte de Piedad y Caja de Ahorros de Ronda i Caja de Ahorros Provincial de Málaga, l'any 2010 va absorbir Caja de Jaén (Caja Provincial de Ahorros de Jaen) i a finals de 2020 va anunciar l'absorció de Liberbank, donant lloc al cinquè banc més gran a Espanya per volum d'actius.